# 5등분의 신부
《5등분의 신부》(일본어: 五等分の花嫁 고토분노 하나요메[*])는 하루바 네기에 의해 만들어진 일본의 만화 작품이다. 《주간 소년 매거진》(코단샤) 2017년 8월호에 단편 개제 후에 독자 앙케이트의 결과를 받아 2017년 36·37호부터 2020년 12호까지 연재되었다. 잡지 2022년 25호에서는 〈122+1화〉로서 단편이 게재되었다.
1명의 남자 고등학생이 5명의 여고생의 가정교사를 맡는 러브 코미디다. 2019년 5월에 제43회 코단샤 만화상 소년 부문을 수상했다.
2022년 12월 시점에서 누계 발행 부수는 2000만 부를 돌파했다.
원작 및 애니메이션에서는 아이치현 도카이시를 모델로 한다.

## 줄거리
고등학교 2학년인 후타로는 성적이 우수하지만 집이 빚을 지고 있어 가난한 생활을 하고 있었다. 어느 날 후타로는 나카노 이츠키라는 전학생을 알게 되어 공부를 가르치도록 부탁받는다. 그러나 후타로는 이를 거절하고, 게다가 내뱉은 한마디가 그녀의 분노를 사고 만다. 얼마 지나지 않아 후타로는 여동생으로부터 부자 딸의 과외라는 아르바이트 이야기를 듣고 빚을 갚기 위해 그 일을 맡는다.
후타로의 일은 이츠키를 포함한 다섯 쌍둥이 자매에게 공부를 가르치고 전원을 고등학교 졸업까지 이끄는 것이었다. 낙제 직전의 성적임에도 불구하고 공부 의욕조차 보이지 않는 5명에게 골머리를 앓는 후타로였지만 여름 축제 등을 통해 다섯 쌍둥이와 교류하는 가운데 처음부터 비교적 협력적이었던 넷째 딸 요츠바에 더해 셋째 딸 미쿠와 맏딸 이치카의 신뢰를 쟁취하는 데 성공한다. 하지만 둘째 딸 니노와 다섯째 딸 이츠키의 협력은 얻지 못한 채 후타로가 가정교사로 취임한 첫 중간고사를 맞는다. 테스트 결과는 저번보다 상승했지만, 낙제점은 피할 수 없어, 과외를 계속하는 조건으로서 5명 전원이 낙제점을 피하도록 강요받고 있던 후타로는 5명에게 어드바이스를 남기고 떠나려고 한다. 그러나 그때까지는 비협조적이던 니노가 (각각 개별 1과목뿐이지만) 낙제점을 피했다고 보고하고 후타로를 감싸면서 일단 과외를 계속할 수 있게 되었다.

## 등장인물

### 주요 인물
우에스기 후타로(上杉 風太郎)
성우 - 마츠오카 요시츠구, 타무라 무츠미(초6)
본작의 주인공. 아사히 고등학교 2학년→3학년. 4월 15일생. 키는 178cm.
항상 시험에서 만점을 취하는 학년 수석 우등생. 날카로운 삼백안과 정수리에서 자란 바보털이 특징이다. 성실한 근면가이지만, 혼자서 좋아하는 등 사교성은 전무한 것이나 다름없다. 다른 사람에 대해 고압적인 태도를 취하는 경우가 많고, 생각한 것을 말하다가 반감을 사는 경우가 자주 있다.

#### 다섯 자매
나카노 이치카(中野 一花)
성우 - 하나자와 카나
다섯 자매의 장녀. 비대칭 쇼트 헤어와 오른쪽 귀에 넣은 피어싱이 특징이다. 이미지 컬러는 노란색. 후타로를 '후타로 군'(フータローくん)이라고 부른다. 다섯 쌍둥이 중에서는 수학을 잘한다.
놀리는 것이 능숙한 소악마적인 성격이지만, 좋은 언니 기질이다. 큰 언니로서 평소에 여동생들을 신경쓰고 있어, 같은 나이인 후타로에게도 언니인 척 가끔 조언을 보내지만, 배려가 지나쳐, 자신의 기분을 눌러 죽이기 쉽다. 또, 그런 성분에 반해 사생활은 게으르고, 자기 방은 더러운 방으로 되어 있어, 자고 있는 동안에 팬티 이외 벗는 버릇이 있다.
나카노 니노(中野 二乃)
성우 - 타케타츠 아야나
다섯 자매의 차녀. 검은 리본으로 묶은 투사이드업이 특징이다. 이미지 컬러는 검정색. 후타로를 '우에스기'(上杉)라고 부른다. 다섯 쌍둥이 중에서는 영어를 잘한다.
이기적이고 히스테리적인 독설가이지만 자매 중 가장 섬세하고 자매를 지키기 위해 후타로를 적대시하거나 자매 전원이 불꽃놀이를 보려고 분투하는 등 자매 생각을 많이 한다. 요리를 좋아하고 멋내기에 신경을 쓰는 등 여자력이 높고 사교적이며 친구도 많다.
나카노 미쿠(中野 三玖)
성우 - 이토 미쿠
다섯 자매의 삼녀. 오른쪽 눈이 가려지는 비스듬한 세미 롱과 항상 목에 매달려있는 헤드폰이 특징이다. 이미지 컬러는 파란색. 후타로를 '후타로'(フータロー)라고 부른다. 다섯 쌍둥이 중에서는 사회를 잘한다.
말수가 적은 쿨한 성격이지만, 신뢰하는 인물에게는 매우 솔직하고 후타로에 대한 호의도 인정하고 있다. 그래서 적극적으로 후타로에게 접근하려고 하고 있지만, 연애에 관해서 깊이 진전되지 않고 있다. 후타로와 마찬가지로 몸치에 음치에 요리도 서투르지만, 다른 자매로의 변장을 제일 잘 한다. 무당을 쫓아낼 때 이츠키로 변장했을 때에는 전혀 만족하지 못한다.
나카노 요츠바(中野 四葉)
성우 - 사쿠라 아야네
다섯 자매의 사녀. 단발과 토끼풍 리본이 특징이다. 이미지 컬러는 녹색. 후타로를 '우에스기 씨'(上杉さん)라고 부른다. 다섯 쌍둥이 중에서는 국어를 잘한다.
밝고 긍정적이며 사람의 도움이 되는 것을 좋아하고, 부탁을 거절할 수 없는 상냥한 성격이다. 한편, 자신의 진심을 밝히지 않거나 자신에게 자신이 없는 등 순진하지 않은 면도 있다. 집안 이외에서는 정중어로 말한다. 자매 중에서 가장 성적이 나쁘고, 후타로에게는 '의욕이 있고 의지가 되지만 가장 문제아'라는 평가를 받는다. 사고나 취미 취향은 어린아이같다.
나카노 이츠키(中野 五月)
성우 - 미나세 이노리
다섯 자매의 오녀. 약간 곱슬거리는 롱 헤어에 정수리에서 자란 바보털과 별 모양의 헤어핀이 특징이다. 이미지 컬러는 빨강. 후타로를 '우에스기 군'(上杉君)이라고 부른다. 다섯 쌍둥이 중에서는 과학을 잘한다.
성실하지만 요령이 없는 성격으로, 공부도 할 생각이 있지만 잘 되지 않는다. 누구에게나 정중어를 철저히 쓰고 있다.
상당한 먹보이고, 작중에서도 식사 장면이 많다. 겁이 많아 공포 영화에 약하다. 다섯 자매 중에서는 죽은 어머니에게 가장 그리워하고, 사후에도 어머니의 월기일인 14일에는 빠뜨리지 않고 성묘을 하고 있다.

### 우에스기 집안
우에스기 라이하(上杉 らいは)
성우 - 타카모리 나츠미
후타로의 여동생. 초등학교 6학년→중학교 1학년.
오빠와는 다르게 밝고 솔직하며 사교적인 성격이다.
우에스기 이사나리(上杉 勇也)
성우 - 히노 사토시
후타로와 라이하의 아버지. 금발과 이마에 낀 선글라스가 특징. 마루오와는 학창시절부터 알고 지낸 나쁜 친구.

### 나카노 집안
나카노 마루오(中野 マルオ)
성우 - 쿠로다 타카야
다섯 자매의 의붓아버지. 병원을 경영하고 있는 자산가.
나카노 레나(中野 零奈)
성우 - 쿄카 유우키
다섯 자매의 친모. 본편 개시시로부터 5년전에 사망했다. 기일은 8월 14일.
다섯 자매의 할아버지
성우 - 나카노 유타카
여관의 경영자.

### 아사히 고등학교
마에다(前田)
성우 - 이토 하야토
타케다 유스케(武田 祐輔)
성우 - 사이토 소마
후타로의 동급생으로, 3학년에 클래스메이트가 된다.
에바(江場)
성우 - 안자이 유카리
육상부 부장. 거무스름한 피부와 포니테일이 특징이다.

### 그 외
에바타(江端)
성우 - 산페이 유우키
시모다(下田)
성우 - 야하기 사유리
오다 사장
성우 - 아카자와 료타
이치카가 소속된 연예기획사의 대표자.
케이크 가게의 점장
성우 - 토리우미 코스케
후타로와 니노가 아르바이트하는 케이크 가게의 점장.

## 캐릭터 송
「나카노 이치카」(「なかの いちか」) :
「Hello Dear Special」
「나카노 니노」(「なかの にの」) :
「アイツとキミ」
「나카노 미쿠」(「なかの みく」) :
「Lovely song」
「나카노 요츠바」(「なかの よつば」) :
「Clover」
「나카노 이츠키」(「なかの いつき」) :
「素直にOpen heart」

## 서지 정보
- 하루바 네기 《5등분의 신부》 코단샤 〈코단샤 코믹스〉, 전 14권
  1. 2017년 10월 17일 제1쇄 발행(같은 날 발매[講 1]), ISBN 978-4-06-510249-7
  2. 2017년12월 15일 제1쇄 발행(같은 날 발매[講 2]), ISBN 978-4-06-510814-7
  3. 2018년 3월 16일 제1쇄 발행(같은 날 발매[講 3]), ISBN 978-4-06-511075-1
  4. 2018년 5월 17일 제1쇄 발행(같은 날 발매[講 4]), ISBN 978-4-06-511416-2
  5. 2018년 7월 17일 제1쇄 발행(같은 날 발매[講 5]), ISBN 978-4-06-511988-4
  6. 2018년 9월 14일 제1쇄 발행(같은 날 발매[講 6]), ISBN 978-4-06-512607-3
  7. 2018년 12월 17일 제1쇄 발행(같은 날 발매[講 7]), ISBN 978-4-06-513250-0
  8. 2019년 2월 15일 제1쇄 발행(같은 날 발매[講 8]), ISBN 978-4-06-514125-0
  9. 2019년 4월 17일 제1쇄 발행(같은 날 발매[講 9]), ISBN 978-4-06-514879-2
  10. 2019년 6월 17일 제1쇄 발행(같은 날 발매[講 10]), ISBN 978-4-06-515308-6
  11. 2019년 9월 17일 제1쇄 발행(같은 날 발매[講 11]), ISBN 978-4-06-516335-1
  12. 2019년 11월 15일 제1쇄 발행(같은 날 발매[講 12]), ISBN 978-4-06-517312-1
  13. 2020년 1월 17일 제1쇄 발행(같은 날 발매[講 13]), ISBN 978-4-06-518452-3
  14. 2020년 4월 17일 제1쇄 발행(같은 날 발매[講 14][講 15]), ISBN 978-4-06-518687-9 / ISBN 978-4-06-519722-6(특장판)
- 하루바 네기 《5등분의 신부 제0권》, 2019년 3월 20일 발매 - TV 애니메이션 《5등분의 신부》 제1권(Blu-ray/DVD) 초회 한정 특전. 주간 소년 매거진 2017년 8호에 게재된 완독 내용을 수록.
- 하루바 네기 《5등분의 신부 컬러판》 코단샤 〈KC 코믹스〉, 전 14권
  1. 2020년 4월 17일 제1쇄 발행(같은 날 발매[講 16]), ISBN 978-4-06-519515-4
  2. 2020년 5월 15일 제1쇄 발행(같은 날 발매[講 17]), ISBN 978-4-06-519516-1
  3. 2020년 6월 17일 제1쇄 발행(같은 날 발매[講 18]), ISBN 978-4-06-520444-3
  4. 2020년 7월 17일 제1쇄 발행(같은 날 발매[講 19]), ISBN 978-4-06-520617-1
  5. 2020년 8월 17일 제1쇄 발행(같은 날 발매[講 20]), ISBN 978-4-06-521005-5
  6. 2020년 9월 17일 제1쇄 발행(같은 날 발매[講 21]), ISBN 978-4-06-521146-5
  7. 2020년 10월 16일 제1쇄 발행(같은 날 발매[講 22]), ISBN 978-4-06-521148-9
  8. 2020년 11월 17일 제1쇄 발행(같은 날 발매[講 23]), ISBN 978-4-06-521149-6
  9. 2020년 12월 17일 제1쇄 발행(같은 날 발매[講 24]), ISBN 978-4-06-521150-2
  10. 2021년 1월 15일 제1쇄 발행(같은 날 발매[講 25]), ISBN 978-4-06-521151-9
  11. 2021년 2월 17일 제1쇄 발행(같은 날 발매[講 26]), ISBN 978-4-06-521153-3
  12. 2021년 3월 17일 제1쇄 발행(같은 날 발매[講 27]), ISBN 978-4-06-521154-0
  13. 2021년 4월 16일 제1쇄 발행(같은 날 발매[講 28]), ISBN 978-4-06-521152-6
  14. 2021년 5월 17일 제1쇄 발행(같은 날 발매[講 29]), ISBN 978-4-06-521155-7

## TV 애니메이션
2018년 8월 8일에 텔레비전 애니메이션화가 발표되어, TBS 등에서 제1기가 2019년 1월부터 3월까지 방송되었다.
제2기 《5등분의 신부 ∬》는 2019년 5월 5일에 제작 결정이 발표되어, 마찬가지로 TBS 등에서 2021년 1월부터 3월까지 방송되었다. BS방송은 BS-TBS에서 BS11로 변경되었으며, 2020년 10월부터 제1기 재방송이 진행되었다. 당초에는 2020년 10월부터 방송이 예정되어 있었지만, SARS-CoV-2의 감염 확대의 영향에 의해 방송이 연기되었다.
TVSP 《5등분의 신부 ∽》는 2023년 4월 1일에 제작결정이 발표되었다.2023년 9월 2일 전편, 9일 후편이 방송된다. 또한, 같은 해 7월 14일부터 전국의 극장에서 3주 한정으로 선행 상영했다. 지금까지의 애니메이션 시리즈에서는 그려지지 않았던 원작 에피소드를 중심으로 영상화된다.

### 스태프
|                     | 제1기                                            | 제2기                                                       | TVSP                                        |
| ------------------- | ------------------------------------------------ | ----------------------------------------------------------- | ------------------------------------------- |
| 원작                | 하루바 네기                                      | 하루바 네기                                                 | 하루바 네기                                 |
| 감독                | 쿠와바라 사토시                                  | 카오리                                                      | 미야모토 유키히로                           |
| 시리즈 구성         | 오오치 케이이치로                                | 오오치 케이이치로                                           | 오오치 케이이치로                           |
| 캐릭터 디자인       | 나카무라 미치노스케                              | 카츠마타 마사토                                             | 카츠마타 마사토                             |
| 캐릭터 디자인       | 나카무라 미치노스케                              | -                                                           | 시오츠키 카즈야                             |
| 미술 감독           | 사이토 마사미                                    | 오기야마 아키히토                                           | 나이토 타케시                               |
| 프롭 디자인         | 오기노 미키 카와이시 테츠야                      | -                                                           | -                                           |
| 색채 설계           | 아부라야 유미                                    | 마츠야마 아이코                                             | 히비노 히토시 와타나베 야스코               |
| 촬영 감독           | 소메야 카즈마사(제1~10·12화) 에가미 레이(제11화) | 치바 다이스케                                               | 에가미 레이                                 |
| 편집                | 우치다 아유무                                    | 타케미야 무츠미                                             | 마츠바라 리에                               |
| 음향 감독           | 히라미츠 타쿠야                                  | 타카쿠와 하지메                                             | 타카쿠와 하지메                             |
| 음악                | 나카무라 하나에, 사쿠라이 미키                   | 나카무라 하나에, 사쿠라이 미키                              | 나카무라 하나에, 사쿠라이 미키              |
| 음악                | 타부치 나츠미                                    | -                                                           | -                                           |
| 음악 제작           | 니치온                                           | 니치온                                                      | 니치온                                      |
| 음악 프로듀서       | 미즈타 다이스케 나카노메 타카아키                | 미즈타 다이스케                                             | 미즈타 다이스케                             |
| 프로듀서            | 타나카 준이치로, 후루카와 신                     | 타나카 준이치로, 후루카와 신                                | 타나카 준이치로, 후루카와 신                |
| 프로듀서            | 아이지마 고우타                                  | 아이지마 고우타                                             | -                                           |
| 프로듀서            | 나카무라 신이치 타카노 야스히로                  | 이즈미 유이치 나카노메 타카아키                             | 히다노 카즈히코 우에키 타츠야 스즈키 쿄우쿠 |
| 프로듀서            | 나카무라 신이치 타카노 야스히로                  | 우에다 토모키, 오와다 토모유키 오구라 미츠토시, 요시다 켄토 |                                             |
| 애니메이션 프로듀서 | 우다가와 스미오 오오사와 히로시                  | 야마모토 케이스케                                           | 마츠카와 유야                               |
| 애니메이션 제작     | 데즈카 프로덕션                                  | 바이브리 애니메이션 스튜디오                                | 샤프트                                      |
| 제작 협력           | 포니 캐년, 코단샤 GYOA!, 니치온                  | 포니 캐년, 코단샤 GYOA!, 니치온                             | -                                           |
| 제작 협력           | ZERO-A                                           | BS11, 굿 스마일 필름 부시로드, MAGNET                       | -                                           |
| 제작                | 5등분의 신부 제작위원회                          | 5등분의 신부 ∬ 제작위원회                                   | 5등분의 신부 ∽ 제작위원회                   |
| 제작                | TBS                                              | TBS                                                         | -                                           |

### 주제가
5등분의 마음(五等分の気持ち)
하나자와 카나, 타케타츠 아야나, 이토 미쿠, 사쿠라 아야네, 미나세 이노리에 의한 제1기 오프닝 테마. 작사·작곡·편곡은 사이토 신지.
Sign
우치다 아야에 의한 제1기 엔딩 테마. 작사는 카네코 마유미, 작곡·편곡은 마츠자카 코지.
5분의 1(ごぶんのいち)
나카노 가 다섯쌍둥이에 의한 제1기 제12화(제1기 최종화) 특별 엔딩 테마. 작사·작곡·편곡은 아라타메 슌.
5등분의 형태(五等分のカタチ)
나카노 가 다섯쌍둥이에 의한 제2기 오프닝 테마. 작사·작곡·편곡은 타케다 마사야.
첫사랑(はつこい)
나카노 가 다섯쌍둥이에 의한 제2기 엔딩 테마. 작사는 유키 아이라, 작곡은 Art Neco, 편곡은 미타니 슈호.
5등분의 미래(五等分の未来)
나카노 가 다섯쌍둥이에 의한 TVSP 오프닝 테마. 작사·작곡·편곡은 타케다 마사야.
보물(たからもの)
나카노 가 다섯쌍둥이에 의한 TVSP 엔딩 테마. 작사는 유키 아이라, 작곡은 나카무라 하나에, 편곡은 카네마츠 슈.

### 방영 목록
| 화수   | 제목                                            | 시나리오          | 그림 콘티                     | 연출                           | 작화 감독 | 총작화 감독                                                                                                   | 방송일          |
| 제1기  | 제1기                                           | 제1기             | 제1기                         | 제1기                          | 제1기 | 제1기 | 제1기           |
| ------ | ----------------------------------------------- | ----------------- | ----------------------------- | ------------------------------ | --- | --- | --------------- |
| #01    | 五等分の花嫁 5등분의 신부                       | 오오치 케이이치로 | 쿠와바라 사토시               | 이와모토 야스오                | 시미즈 켄이치 사이토 케이타                                                                                             | 나카무라 미치노스케                                                                                           | 2019년 1월 11일 |
| #02    | 屋上の告白 옥상의 고백                          | 오오치 케이이치로 | 쿠와바라 사토시               | 마에조노 후미오                | 하스오 카스미 나카쿠마 타이치 우지이에 아키오 사이토 케이타                                                             | 나카무라 미치노스케                                                                                           | 1월 18일        |
| #03    | 問題は山積み 문제는 산더미                      | 오오치 케이이치로 | 쿠와바라 사토시               | 야마구치 요리후사              | 시미즈 켄이치 사토 코노미 우치다 히로시 黃風 타니구치 시게노리 楊国福 노다 미치코 楊彤琤 와타나베 케이타 鄭叡興         | 나카무라 미치노스케 우지이에 아키오 사이토 케이타 사이토 이타루                                               | 1월 25일        |
| #04    | 今日はお休み 오늘은 휴일                        | 모리타 마유미     | 야마오카 미노루               | 쿠와바라 사토시                | 시미즈 켄이치 黃風 楊国福 楊彤琤 鄭叡興                                                                                 | 나카무라 미치노스케 우지이에 아키오 사이토 케이타 사이토 이타루 나카무라 미유키                               | 2월 1일         |
| #05    | 全員で五等分 다섯 명이 5등분                    | 모리타 마유미     | 하스오 카스미 쿠와바라 사토시 | 마에조노 후미오                | 요시다 하지메 나카지마 츄지 하노 히로노리 후지와라 타츠야 Wang Ming                                                     | 나카무라 미치노스케 우지이에 아키오 사이토 케이타 사이토 이타루 나카무라 미유키                               | 2월 8일         |
| #06    | 積み上げたもの 쌓아 올린 것                     | 오오치 케이이치로 | 쿠와바라 사토시               | 모리타 유키                    | 김해숙 황성원 김진영 홍총영 사쿠라이 코노미 이와다레 미즈키                                                             | 나카무라 미치노스케 우지이에 아키오 사이토 케이타 사이토 이타루 나카무라 미유키                               | 2월 15일        |
| #07    | 嘘つき嘘たろう 거짓말쟁이 거짓말 군             | 오오치 케이이치로 | 쿠와바라 사토시               | 요시무라 후미히로              | 나카쿠마 타이치 | 나카무라 미치노스케 우지이에 아키오 사이토 케이타 사이토 이타루 타니가와 마사키                               | 2월 22일        |
| #08    | 始まりの写真 시작의 사진                        | 오오치 케이이치로 | 야마오카 미노루               | 미야타 료                      | 미나미 신이치로 마루 히데오 타니구치 시게노리                                                                           | 나카무라 미치노스케 우지이에 아키오 사이토 케이타 사이토 이타루 오오츠카 야에                                 | 3월 1일         |
| #09    | 結びの伝説1日目 인연의 전설 첫째 날             | 모리타 마유미     | 쿠와바라 사토시               | 치바 타카유키                  | 이이즈미 토시오미 야마구치 미츠노리 요시다 와카코 아오노 아츠시 이와사키 료 하시모토 준이치 우스다 요시오 와시키타 쿄타 | 나카무라 미치노스케 우지이에 아키오 사이토 케이타 사이토 이타루                                               | 3월 8일         |
| #10    | 結びの伝説2日目 인연의 전설 둘째 날             | 모리타 마유미     | 야마오카 미노루               | 스즈키 타쿠오                  | 이민배 김보경 권혁정 홍유미 하형욱                                                                                      | 나카무라 미치노스케 우지이에 아키오 사이토 케이타 사이토 이타루 오오츠카 야에                                 | 3월 15일        |
| #11    | 結びの伝説3日目 인연의 전설 셋째 날             | 오오치 케이이치로 | 쿠와바라 사토시               | 요시자와 미도리                | 타카노 아키히사 야마무라 히로키 미야이 카나 스기야마 노부히로                                                           | 나카무라 미치노스케                                                                                           | 3월 22일        |
| #12    | 結びの伝説2000日目 인연의 전설 2000번째 날      | 오오치 케이이치로 | 쿠와바라 사토시               | 요시무라 후미히로              | 이민배 홍유미 유승철 왕유천 장정 鄭叡興 小可愛軍団-明子                                                                 | 나카무라 미치노스케 우지이에 아키오 사이토 케이타 사이토 이타루 오오츠카 야에 타카노 아키히사 나카무라 미유키 | 3월 29일        |
| 제2기  |                                                 |                   |                               |                                | | |                 |
| 제1화  | 今日と京都の凶と共 오늘, 교토의 흉, 그리고 함께 | 오오치 케이이치로 | 카오리                        | 카오리                         | 히라카 유키에 노나카 마사유키                                                                                           | 카츠마타 마사토                                                                                               | 2021년 1월 8일  |
| 제2화  | 七つのさよなら 第一章 7개의 작별 제1장          | 오오치 케이이치로 | 요시다 타이조                 | 아오키 you이치로 이치이 잇페이 | 아리마 료타 코모토 유세이                                                                                               | 카츠마타 마사토 시타야 토모유키                                                                               | 1월 15일        |
| 제3화  | 七つのさよなら 第二章 7개의 작별 제2장          | 오오치 케이이치로 | 미즈노 류마                   | 키미야 시게루                  | 하라다 미네후미 | 카츠마타 마사토                                                                                               | 1월 22일        |
| 제4화  | 七つのさよなら 第三章 7개의 작별 제3장          | 오오치 케이이치로 | 신타니 켄토 카오리            | 신타니 켄토                    | 아리마 료타 히라카 유키에 미즈사키 켄타 키타지마 유키                                                                   | 카츠마타 마사토                                                                                               | 1월 29일        |
| 제5화  | 今日はお疲れ 오늘은 수고했어                    | 오오치 케이이치로 | 미즈노 류마 카오리            | 아오키 you이치로               | 아리마 료타 미즈사키 켄타 키타지마 유키                                                                                 | 아리마 료타                                                                                                   | 2월 5일         |
| 제6화  | 最後の試験 마지막 시험                          | 오오치 케이이치로 | 노시타니 미츠타카 카오리      | 노시타니 미츠타카              | 토쿠가와 에리 송현주 한은미 김은하 박순옥 정은희                                                                        | 히라카 유키에 시타야 토모유키                                                                                 | 2월 12일        |
| 제7화  | 攻略開始 공략 개시                              | 오오치 케이이치로 | 요시다 타이조                 | 이치이 잇페이                  | 아리마 료타 히라카 유키에 미즈사키 켄타                                                                                 | 아리마 료타                                                                                                   | 2월 19일        |
| 제8화  | スクランブルエッグ 스크램블 에그                | 오오치 케이이치로 | 모리모토 이쿠로               | 키타가와 타카유키              | 카츠마타 마사토 히라카 유키에 미즈사키 켄타 키타지마 유키 모리모토 히로후미                                             | 카츠마타 마사토                                                                                               | 2월 26일        |
| 제9화  | ようこそ3年1組 3학년 1반에 어서 오세요          | 오오치 케이이치로 | 요시다 타이조                 | 코가 카즈오미                  | 히다카 마유미 츠쿠마 타케노리 미츠하시 사쿠라코 카도 토모아키 이와다레 미즈키 요시노 무기                               | 아리마 료타                                                                                                   | 3월 5일         |
| 제10화 | 五羽鶴の恩返し 은혜 갚은 다섯 마리 학           | 오오치 케이이치로 | 요시다 타이조                 | 마츠모토 요시히사              | 오치아이 료스케 미즈사키 켄타 무라카미 아야카 사와무라 준 타노우에 마코토 아카오 료타로 사카이 KEI 월성동화             | 카츠마타 마사토 히라카 유키에                                                                                 | 3월 12일        |
| 제11화 | シスターズウォー 前半戦 시스터즈 워 전반전      | 오오치 케이이치로 | 모리모토 이쿠로               | 세키 아키코                    | 미즈사키 켄타 후쿠다 케이타 슈토 타케오 무라카미 아야카 사와무라 준                                                     | 카츠마타 마사토 히라카 유키에                                                                                 | 3월 19일        |
| 제12화 | シスターズウォー 後半戦 시스터즈 워 후반전      | 오오치 케이이치로 | 카오리                        | 카오리                         | 히라카 유키에 오치아이 료스케 미즈사키 켄타 슈토 타케오 우타 후쿠다 케이타 무라카미 아야카 사와무라 준                  | 카츠마타 마사토 히라카 유키에                                                                                 | 3월 26일        |
| TVSP   |                                                 |                   |                               |                                | | |                 |
| 제1화  | 偶然のない夏休み 우연이 없는 여름 방학          | 오오치 케이이치로 | 마츠무라 코지                 | 마츠무라 코지                  | 타카노 아키히사 사키모토 사유리 스기야마 노부히로 미야지마 히토시                                                       | - | 2023년 9월 2일  |
| 제2화  | 偶然のない夏休み 우연이 없는 여름 방학          | 오오치 케이이치로 | 요시자와 미도리               | 미야모토 유키히로              | 미야이 카나 야마무라 히로키 아사이 아키토 타카하시 미키 이와모토 리나                                                   | - | 9월 9일         |

## 극장판 애니메이션
텔레비전 애니메이션 제2기 종영 후에 속편 제작이 발표되었다. 2022년 5월 20일 극장 애니메이션 《극장판 5등분의 신부》가 포니 캐년 배급으로 개봉되었다. 본작의 방영으로 애니메이션 작품이 완결되었다.

### 스태프
- 원작 - 하루바 네기
- 감독 - 진보 마사토
- 각본 - 오오치 케이이치로(大知慶一郎)
- 캐릭터 디자인 - 카츠마타 마사토(勝又聖人)
- 미술 감독 - 오우기야마 아키히토(扇山秋人)
- 색채 설계 - 마츠야마 아이코(松山愛子)
- 촬영 감독 - 치바 다이스케(千葉大輔)
- 편집 - 타케미야 무츠미(武宮むつみ)
- 음향 감독 - 타카쿠와 하지메(高桑 一)
- 음악 - 나카무라 하나에(中村巴奈重), 사쿠라이 미키(櫻井美希)
- 음악 제작 - 니치온(日音)
- 음향 제작 - 닥스 프로덕션(ダックスプロダクション)
- 애니메이션 프로듀서 - 야마모토 케이스케(山本啓裕)
- 애니메이션 프로듀스 - 굿스마일 필름(グッドスマイルフィルム)
- 애니메이션 제작 - 바이브리 애니메이션 스튜디오
- 배급 - 포니 캐년
- 제작 - 영화 '5등분의 신부' 제작위원회(TBS 텔레비전, 포니 캐년, 코단샤, BS11, GYAO, 굿스마일 필름, 부시로드, 니치온, MAGNET

### 주제가
노래는 TV 애니메이션의 나카노 가 다섯쌍둥이가 담당했다.
5등분의 궤적(五等分の軌跡)
작사·작곡은 타카기 류이치, 사이토 노부하루, 편곡은 사토 아츠히토.
5등분의 신부 ~감사의 꽃~(五等分の花嫁 ~ありがとうの花~)
작사는 유키 아이라, 작곡·편곡은 나카무라 하나에.
Love☆Vacation(ラブ☆バケーション)
삽입곡. 노래는 나카노 니노(타케타츠 아야나). 작사·작곡은 Razu Nekono, 편곡은 Razu Nekono, 이시쿠라 타카유키.

### 내용주
1. ↑  TBS 텔레비전, 포니 캐년, 코단샤, BS11, GYAO!, 굿 스마일 필름, 부시로드

### 참조주
1. ↑  “読み切りで好評を博した『五等分の花嫁』連載スタート！ 「ずっと待ってた！」”. 《다빈치 뉴스》. 2017년 8월 19일. 2018년 1월 24일에 원본 문서에서 보존된 문서. 2018년 1월 24일에 확인함.
2. ↑  “5人のヒロイン描く「五等分の花嫁」連載化！ CLAMP版「HiGH&LOW」終了”. 《코믹 나탈리》. 나타샤. 2017년 8월 9일. 2017년 9월 11일에 원본 문서에서 보존된 문서. 2018년 1월 24일에 확인함.
3. ↑  “五等分の花嫁、2期は10月！監督はかおり、バイブリーアニメーションスタジオ制作（動画あり）”. 《코믹 나탈리》. 2020년 2월 19일. 2020년 2월 19일에 확인함.
4. ↑  “「五等分の花嫁」新作読み切りが週マガに、表紙＆巻頭グラビアには五つ子キャスト”. 《コミックナタリー》 (ナターシャ). 2022년 5월 18일. 2022년 5월 18일에 확인함.
5. ↑  “「控えめに言っても最高です！」 佐倉綾音が1人5役を演じた『五等分の花嫁』CM動画に反響の声続出中！”. 《다빈치 뉴스》. 2017년 10월 20일. 2018년 1월 24일에 원본 문서에서 보존된 문서. 2018년 1월 24일에 확인함.
6. ↑  “第43回「講談社漫画賞」決定のお知らせ” (PDF). 코단샤. 2019년 5월 10일. 2019년 5월 10일에 원본 문서 (PDF)에서 보존된 문서. 2019년 5월 10일에 확인함.
7. ↑  “『戦隊大失格』TVアニメ化決定。原作は『五等分の花嫁』の春場ねぎ、監督は『タイバニ』のさとうけいいち”. 《아니메! 아니메!》. 2022년 12월 6일. 2022년 12월 6일에 확인함.
8. ↑  “【8月15日まで延長】『五等分の花嫁』の聖地でAR体験してきた！-モアモアちたまるスタイル-”. 《차타마루 Navi》. 2022년 6월 10일. 2022년 10월 23일에 확인함.
9. ↑  “上杉風太郎 CV.松岡禎丞”. 《TV 애니 '5등분의 신부' 공식 홈페이지》. TBS. 2022년 7월 2일에 확인함.
10. 1 2 3 4 5 6  “「五等分の花嫁」花澤香菜、竹達彩奈、伊藤美来、佐倉綾音、水瀬いのりが5つ子に”. 《코믹 나틸리》. 나타샤. 2018년 10월 20일. 2018년 10월 20일에 확인함.
11. 1 2  “STAFF&CAST”. 《TV 애니 '5등분의 신부' 공식 홈페이지》. TBS. 2021년 10월 27일에 확인함.
12. ↑  “中野一花 CV.花澤香菜”. 《TV 애니 '5등분의 신부' 공식 홈페이지》. TBS. 2022년 7월 2일에 확인함.
13. 1 2 3 4 5  五等分の花嫁【公式】 [5Hanayome] (2018년 2월 16일). “「教えて！五月せんせー！」その２『イメージカラー』” (트윗). 2019년 10월 25일에 확인함.
14. ↑  “中野ニ乃 CV.竹達彩奈”. 《TV 애니 '5등분의 신부' 공식 홈페이지》. TBS. 2022년 7월 2일에 확인함.
15. ↑  “中野三玖 CV.伊藤美来”. 《TV 애니 '5등분의 신부' 공식 홈페이지》. TBS. 2022년 7월 2일에 확인함.
16. ↑  “中野四葉 CV.佐倉綾音”. 《TV 애니 '5등분의 신부' 공식 홈페이지》. TBS. 2022년 7월 2일에 확인함.
17. ↑  “中野五月 CV.水瀬いのり”. 《TV 애니 '5등분의 신부' 공식 홈페이지》. TBS. 2022년 7월 2일에 확인함.
18. 1 2  “「五等分の花嫁」OPは中野家の5つ子が歌唱！追加キャストに高森奈津美＆日野聡”. 《코믹 나탈리》. 나타샤. 2018년 11월 25일. 2018년 11월 25일에 확인함.
19. ↑  “五等分の花嫁：「マガジン」のラブコメマンガがテレビアニメ化　19年放送”. 《MANTANWEB》. MANTAN. 2018년 8월 8일. 2018년 8월 8일에 원본 문서에서 보존된 문서. 2018년 8월 8일에 확인함.
20. ↑  “アニメ「五等分の花嫁」放送は2019年1月！Twitterでは推薦コメント募集中”. 《코믹 나탈리》. 나타샤. 2018년 9월 14일. 2018년 9월 14일에 원본 문서에서 보존된 문서. 2018년 9월 14일에 확인함.
21. ↑  “アニメ「五等分の花嫁」第2期制作決定！5つ子のヒロインを描くラブコメディ”. 《코믹 나탈리》. 나타샤. 2019년 5월 5일. 2019년 5월 5일에 확인함.
22. ↑  “アニメ『五等分の花嫁』第2期が放送延期 10月から来年1月に変更”. 《ORICON NEWS》. 2020년 5월 7일. 2020년 5월 7일에 확인함.
23. ↑  “【五等分の花嫁】新作アニメ『五等分の花嫁∽』制作決定！ 花嫁のベールを纏った五つ子が描かれた新ビジュアルも公開”. 《패미통.com》. 2023년 4월 1일. 2023년 4월 23일에 확인함.
24. 1 2 3  “放送情報｜TVアニメ「五等分の花嫁∽」”. TBS 텔레비전. 2023년 8월 8일에 확인함.
25. ↑  “STAFF＆CAST”. 《TV 애니 '5등분의 신부 ∬' 공식 홈페이지》. TBS 텔레비전. 2020년 9월 30일에 확인함.
26. ↑  “アニメ『五等分の花嫁∽』TVスペシャルとして夏に放送決定。7月14日より全国劇場にて限定先行上映”. 《ファミ通.com》 (KADOKAWA Game Linkage). 2023년 5월 5일. 2023년 5월 5일에 확인함.
27. 1 2 3  “音楽情報”. 《TV 애니 '5등분의 신부' 공식 홈페이지》. TBS. 2022년 11월 30일에 확인함.
28. 1 2  “MUSIC”. 《TV 애니 '5등분의 신부' 공식 홈페이지》. TBS. 2022년 11월 30일에 확인함.
29. 1 2  “MUSIC”. 《TV 애니  '5등분의 신부 ∽' 공식 홈페이지》. TBS 텔레비전. 2023년 6월 23일에 확인함.
30. ↑  “アニメ「五等分の花嫁」続編制作決定、ウェディング姿の5つ子捉えた新ビジュ＆PV”. 《코믹 나탈리》. 나타샤. 2021년 3월 26일. 2021년 3월 26일에 확인함.
31. ↑  “映画「五等分の花嫁」公開日は2022年5月20日、決意の表情を浮かべる五つ子（動画あり）”. 《코믹 나탈리》. 2021년 12월 30일. 2021년 12월 30일에 확인함.
32. ↑  “영화 '5등분의 신부' 공식 홈페이지”. TBS. 2021년 10월 26일에 확인함.
33. ↑  “映画「五等分の花嫁」予告動画”. YouTube. 2021년 12월 30일에 확인함.

1. ↑  “五等分の花嫁 (1)”. 2018년 5월 19일에 확인함.
2. ↑  “五等分の花嫁 (2)”. 2018년 5월 19일에 확인함.
3. ↑  “五等分の花嫁 (3)”. 2018년 5월 19일에 확인함.
4. ↑  “五等分の花嫁 (4)”. 2018년 5월 19일에 확인함.
5. ↑  “五等分の花嫁 (5)”. 2018년 7월 17일에 확인함.
6. ↑  “五等分の花嫁 (6)”. 2018년 9월 14일에 확인함.
7. ↑  “五等分の花嫁 (7)”. 2018년 12월 17일에 확인함.
8. ↑  “五等分の花嫁 (8)”. 2019년 2월 15일에 확인함.
9. ↑  “五等分の花嫁 (9)”. 2019년 4월 17일에 확인함.
10. ↑  “五等分の花嫁 (10)”. 2019년 6월 17일에 확인함.
11. ↑  “五等分の花嫁 (11)”. 2019년 9월 17일에 확인함.
12. ↑  “五等分の花嫁 (12)”. 2019년 11월 15일에 확인함.
13. ↑  “五等分の花嫁 (13)”. 2020년 1월 20일에 확인함.
14. ↑  “五等分の花嫁 (14)”. 2020년 4월 17일에 확인함.
15. ↑  “五等分の花嫁 (14)特装版”. 2020년 4월 17일에 확인함.
16. ↑  “五等分の花嫁 フルカラー版 (1)”. 2020년 4월 17일에 확인함.
17. ↑  “五等分の花嫁 フルカラー版 (2)”. 2020년 5월 15일에 확인함.
18. ↑  “五等分の花嫁 フルカラー版 (3)”. 2020년 6월 17일에 확인함.
19. ↑  “五等分の花嫁 フルカラー版 (4)”. 2020년 7월 17일에 확인함.
20. ↑  “五等分の花嫁 フルカラー版 (5)”. 2020년 8월 18일에 확인함.
21. ↑  “五等分の花嫁 フルカラー版 (6)”. 2020년 9월 17일에 확인함.
22. ↑  “五等分の花嫁 フルカラー版 (7)”. 2020년 10월 17일에 확인함.
23. ↑  “五等分の花嫁 フルカラー版 (8)”. 2020년 11월 17일에 확인함.
24. ↑  “五等分の花嫁 フルカラー版 (9)”. 2020년 12월 17일에 확인함.
25. ↑  “五等分の花嫁 フルカラー版 (10)”. 2021년 1월 15일에 확인함.
26. ↑  “五等分の花嫁 フルカラー版 (11)”. 2021년 2월 17일에 확인함.
27. ↑  “五等分の花嫁 フルカラー版 (12)”. 2021년 3월 17일에 확인함.
28. ↑  “五等分の花嫁 フルカラー版 (13)”. 2021년 4월 17일에 확인함.
29. ↑  “五等分の花嫁 フルカラー版 (14)”. 2021년 5월 17일에 확인함.